# 国防部 (土耳其)
土耳其国防部（土耳其語：Millî Savunma Bakanlığı）是土耳其共和国的一个政府部门，负责协调和监督所有与国家安全和土耳其军队相关的事務。它的总部位於安卡拉。
国防部负责征兵、采购、生产、后勤、医疗等任务，为武装部队以及军事行动做好准备。
国防部由国防部长领导，直接向土耳其总统汇报，国防部长也是土耳其國家安全委員會的成员。